# Hoxwier
Hoxwier is een oude state bij Mantgum in Friesland die voor het werd eerst genoemd in de 15e eeuw en is afgebroken in de jaren veertig van de 18e eeuw.
De state stond ten noordoosten van Mantgum. Zijn naam was te danken aan het feit dat hij gebouwd werd in een hoek die de Middelzeedijk op die plaats maakte. Hox of hokse beteken hoek in het Fries. Een wier is een terp. Het stateterrein ligt juist buiten de voormalige Middelzee, enkele honderden meters ten westen van de Slachtedijk.

## Zwanenjacht
Bij de plaats behoorde naast het recht van stem ook het recht van zwanenjacht, waardoor de huurder schotschietend (= belastingplichtig) was. Dit in 1529 door Hector en Aesge van Hoxwier vastgelegde recht hield in, dat men op wilde en gemerkte, eigen zwanen mocht jagen (zwanenjacht) en het recht, dat de eigen zwanen zich ongehinderd mochten bevinden zo ver rond Hoxwier als de klokslag van Mantgum hoorbaar was (zwanendrift). Het recht is tot op heden blijven bestaan. Zo had de Friese architect Doeke Meintema, ooit bezitter van de state, regelmatig een dertigtal zwanen die gemerkt en geringd waren en zich op behoorlijke afstand van de Hoxwier bevonden. In de winter werden de zwanen verzorgd in de Mantgumervaart.

## Geschiedenis
In de 15e eeuw woonden er Heringa's op deze stins, maar rond 1500 woonde hier Aesge Aesges van Hoxwier. Van zijn drie kinderen is Hette de geleerde van de familie, maar diens jongste broer Aesge erft de state. Via zijn vrouw was hij ook eigenaar van Sjaerdemahuis te Franeker, en grietman van Franekeradeel. Toch bleef het paar grotendeels op Hoxwier wonen.

### Van Galama
Toen deze tweede Aesge Aesges in 1549 kinderloos stierf, ging het goed over in handen van zijn zuster Foeck van Hoxwier, die op 28 februari 1523 getrouwd was met Gaele van Galama uit Koudum. Gaele hield een dagboek bij in het Fries. Hij overleed in 1559, vijf jaar na zijn vrouw.
Zoon Seerp van Galama, geboren in 1528, erfde de state met het erf, de hof, singels en grachten en de zwanenjacht (een adellijk privilege), terwijl hij ook het recht kreeg de geestelijken te Mantgum en Schillaard te benoemen.
In de strijd tegen de Spanjaarden weerde hij zich duchtig, daarom moest hij voor de rechter verschijnen. Seerp voelde echter nattigheid en in plaats van zelf te gaan stuurde hij twee advocaten. Dat was een gouden greep, want zijn broer Hartman van Galama en zijn zwager Sjoerd van Beyma gingen wel en werden beiden in Brussel terechtgesteld.
Seerp vluchtte in de winter van 1572 met zijn vrouw His Sydsdr. van Botnia en zijn kinderen naar Emden. In 1576 kwam hij terug op Hoxwier en een jaar later werd hij grietman van Baarderadeel. Hij werd maar 53 jaar en werd begraven in de kerk van Mantgum. Zijn vrouw His overleefde hem 12 jaar.
Het goed kwam toen aan hun zoon Gaele van Galama en zijn vrouw Cunera (Cnier) van Hettinga. Tot 1657 was het huis eigendom van His Gaeledr. van Galama en haar man Reinier Jochems van Hoppers. In dat jaar werd het verkocht aan Feye van Aylva. De state was toen 62 pondemaat groot (1 pondemaat = 0,367 hectare) en het 'hornleger' zelf 8 pondemaat.

### Van Boelens
In 1665 werd het weer verkocht, nu aan de weduwe van Gatse van Boelens die er tot haar dood heeft gewoond. Haar zoon Dr. Sjoerd van Boelens erfde de state, maar na zijn dood in 1692 stond de state ruim dertig jaar leeg. Toen rond 1725 de nieuwe eigenaar Jonkheer De Lannoy er wilde gaan wonen, bleek de state zo afgetakeld te zijn dat het niet meer bewoonbaar gemaakt kon worden. Een aantal jaren later werd de state dan (tussen 1740 en 1748) ook maar afgebroken, de singels gerooid en de grachten gedempt. Alleen de poort bleef nog een tijdlang staan.
De "Tegenwoordige staat van Friesland" uit omstreeks 1780 is daar kort over: "Onder dit dorp behoorde ook de State Hoxwier, nu dertig of veertig jaaren geleeden, insgelyks vernietigd; dezelve werd Hoxwier genaamd, om dat haare wier in den uithoek van den Zeedyk lag".

## Boerderij
De bijbehorende boerderij werd aan het eind van de 18e eeuw grotendeels afgebroken. Een restant werd halverwege de 19e eeuw herbouwd, gevolgd door de bouw van een nieuwe boerderij in 1874. De wier is in 1860 afgegraven en op Hoxwier is alleen een boerderijtje overgebleven. Deze boerderij bleef staan tot 2003.

### Hoxwiersters - Swierstra
De bewoners van de boerderij die bij de state stond werden "De Hoxwiersters" en afgekort de "xwiersters" genoemd. Deze familie heeft deze bijnaam in 1812 omgezet in de naam Swierstra.

## Archeologisch onderzoek
Tussen 1995 en 2000 werd al onderzoek op het terrein gedaan. Tijdens dit onderzoek werden verschillende grondsporen ontdekt die mogelijk deel uitmaakten van de 17e-eeuwse state. De in verval geraakte stolpboerderij werd begin 2003 afgebroken en in april 2003 werd er archeologisch onderzoek op het terrein verricht. Er werden bodemsporen gevonden van een stins daterend uit de 12e of 13e eeuw. Van deze eerste stins zijn geen muurresten gevonden. Van de latere stins werd in een oude dwarsgracht een deel van de fundering uit omstreeks 1600 teruggevonden. Hiervoor waren oude kloostermoppen uit de 12e eeuw hergebruikt. Elders op het terrein zijn resten van Romeins aardewerk gevonden, waaruit bleek dat het terrein zeker sinds tweeduizend jaar bewoond is geweest. De vondsten bestaan voornamelijk uit aardewerkscherven, veel uit de 17e en 18e eeuw. Ook zijn er een aantal metalen voorwerpen aangetroffen, waaronder een koperen ketel uit de Late Middeleeuwen of de Nieuwe Tijd. Verder zijn er enkele leren schoenen, enkele stukken glas, een kleine hoeveelheid botmateriaal en bouwmateriaal gevonden.

## Nieuwe Hoxwier
In 2010 werd op initiatief van een der leden van de Swierstra-familie een replica gebouwd van de oude state, die nu de 'Nieuwe Hoxwier' heet.